# Жукуруту
Жукуруту (порт. Jucurutu) — муниципалитет в Бразилии, входит в штат Риу-Гранди-ду-Норти. Составная часть мезорегиона Запад штата Риу-Гранди-ду-Норти. Входит в экономико-статистический  микрорегион Вали-ду-Асу. Население составляет 19 400 человек на 2006 год. Занимает площадь 933,718 км². Плотность населения — 20,6 чел./км².

## История
Город основан в 1935 году.

## Статистика
- Валовой внутренний продукт на 2003 год составляет 35 260 937,00 реалов (данные: Бразильский институт географии и статистики).
- Валовой внутренний продукт на душу населения на 2003 год составляет 1919,17 реалов (данные: Бразильский институт географии и статистики).
- Индекс развития человеческого потенциала на 2000 год составляет 0,637 (данные: Программа развития ООН).